# Concórdia Civil
A Concórdia Civil (em francês:  Concorde civile, em árabe: الوئام المدني, pronunciado al-oui'am al-madani), é uma lei de "graça anistiante" que foi submetida pelo presidente argelino Abdelaziz Bouteflika com o consentimento do exército ao parlamento, que a adotou em 8 de julho de 1999. Esta lei visa, inicialmente, reintegrar à vida civil os indivíduos que manifestaram o desejo de renunciar à violência armada e anistiar aqueles que estiveram envolvidos em redes de apoio a grupos terroristas durante a tragédia nacional da "décennie noire".
Os partidos da oposição, constrangidos com a ideia de pedir um voto "contra a paz", não deram instruções aos seus apoiantes. O projeto de lei da “Concórdia Civil” foi aprovado por referendo com 90% dos eleitores em 16 de setembro de 1999.

## História
Abdelaziz Bouteflika, retornando de um longo exílio no Oriente Médio, foi considerado pelos líderes militares como o melhor candidato à presidência para garantir o retorno à paz no contexto de uma longa e terrível guerra civil conhecida como "década negra", que deixou mais de cento e cinquenta mil mortos, milhares de desaparecidos, um milhão de deslocados, dezenas de milhares de exilados e mais de vinte bilhões de dólares em danos..
Abdelaziz Bouteflika venceria quatro eleições presidenciais sucessivas em 1999, 2004, 2009 e 2014 com percentagens crescentes e contestadas pela oposição, mas beneficiando-se de um desejo quase geral de regresso à paz.
Assim, o presidente conseguiu consolidar seu poder sem fazer desaparecer as numerosas manifestações de descontentamento. Sua grande obra foi a lei de Concórdia Civil, que substituiu a portaria de 25 de fevereiro de 1995 (Loi Clémence), iniciada pelo ex-presidente Liamine Zéroual. A Concórdia Civil foi adotada pelo parlamento em 8 de julho de 1999, depois massivamente aprovada por mais de 90% dos eleitores em 16 de setembro de 1999. Essa lei previa "anistia para aqueles que estiveram envolvidos em redes de apoio a grupos armados e outras destruições de propriedade e equipamento".
A lei foi criticada tanto por islamistas que a consideravam insuficiente quanto por seus oponentes mais resolutos, que a consideravam muito laxistas. E as críticas redobraram quando o decreto presidencial de 13 de janeiro de 2000 concedeu anistia total aos membros do Exército Islâmico de Salvação (AIS), que sujeitaram-se ao cessar-fogo em 1 de novembro de 1997 e confirmaram sua decisão de depor as armas em 4 de junho de 1999. Em seis meses, aproximadamente 5.500 membros dos grupos armados se renderam, dos quais 1.000 se beneficiaram da anistia presidencial e os demais da lei de Concórdia Civil, mas essas disposições suscitaram críticas porque o decreto presidencial permitia uma anistia total para atos pelos quais outras pessoas haviam sido julgadas e condenadas, o que levou alguns a recusar a indulgência excessiva do decreto presidencial e outros a exigir uma anistia geral como Abassi Madani em uma carta ao presidente datada de Junho de 1999.
A essas críticas soma-se a indignação das famílias dos desaparecidos, que pediram, em vão, que suas queixas fossem levadas em consideração. Em setembro de 2003, o presidente Bouteflika encarregou o presidente da Comissão Consultiva Nacional para a Promoção e Proteção dos Direitos Humanos, Frouk Kesentini, de lhe propor recomendações. Ele apresentou seu relatório em outubro de 2005, que reconheceu o desaparecimento de 6.146 durante a "década negra".
Em 15 de agosto de 2005, o presidente Bouteflika anunciou um novo referendo sobre a "Carta para a Paz e a Reconciliação Nacional" seis anos após a aprovação da lei sobre "Concórdia Civil", que já previa o abandono definitivo de processos judiciais contra os islamistas que depuseram suas armas e que não eram culpados de crimes de sangue, estupros e atentados com explosivos em locais públicos. Mais de 6.000 islamistas retiraram-se dos maquis e retornam para suas casas.

### Colaboração de ex-terroristas com os serviços de segurança
Alguns ex-terroristas que se beneficiaram da "graça anistiante" da lei da "Concórdia Civil" cooperaram com os serviços de segurança, como foi o caso de Hassan Hattab, dissidente do Grupo Islâmico Armado (GIA) e fundador do Grupo Salafista para a Pregação e o Combate (GSPC). Procurado ativamente pelas forças de segurança, sua captura foi avaliada em 3 milhões de dinares (o equivalente a 28.000 euros); ele ordenou massacres e assassinatos contra policiais, gendarmes, soldados e civis. Entregou-se às autoridades em 22 de setembro de 2007 e desde então tornou-se um valioso aliado dos serviços de segurança, com os quais tenta convencer os jihadistas a deporem as armas e exorta os seus antigos militantes do GSPC a renderem-se no quadro da "Concórdia Civil". A colaboração deste ex-terrorista "possibilitou a prevenção de vários crimes" segundo Tayeb Belaiz, ministro do Interior.